# تاريخ بوميرانيا (منذ عام 1945- حتى الآن)

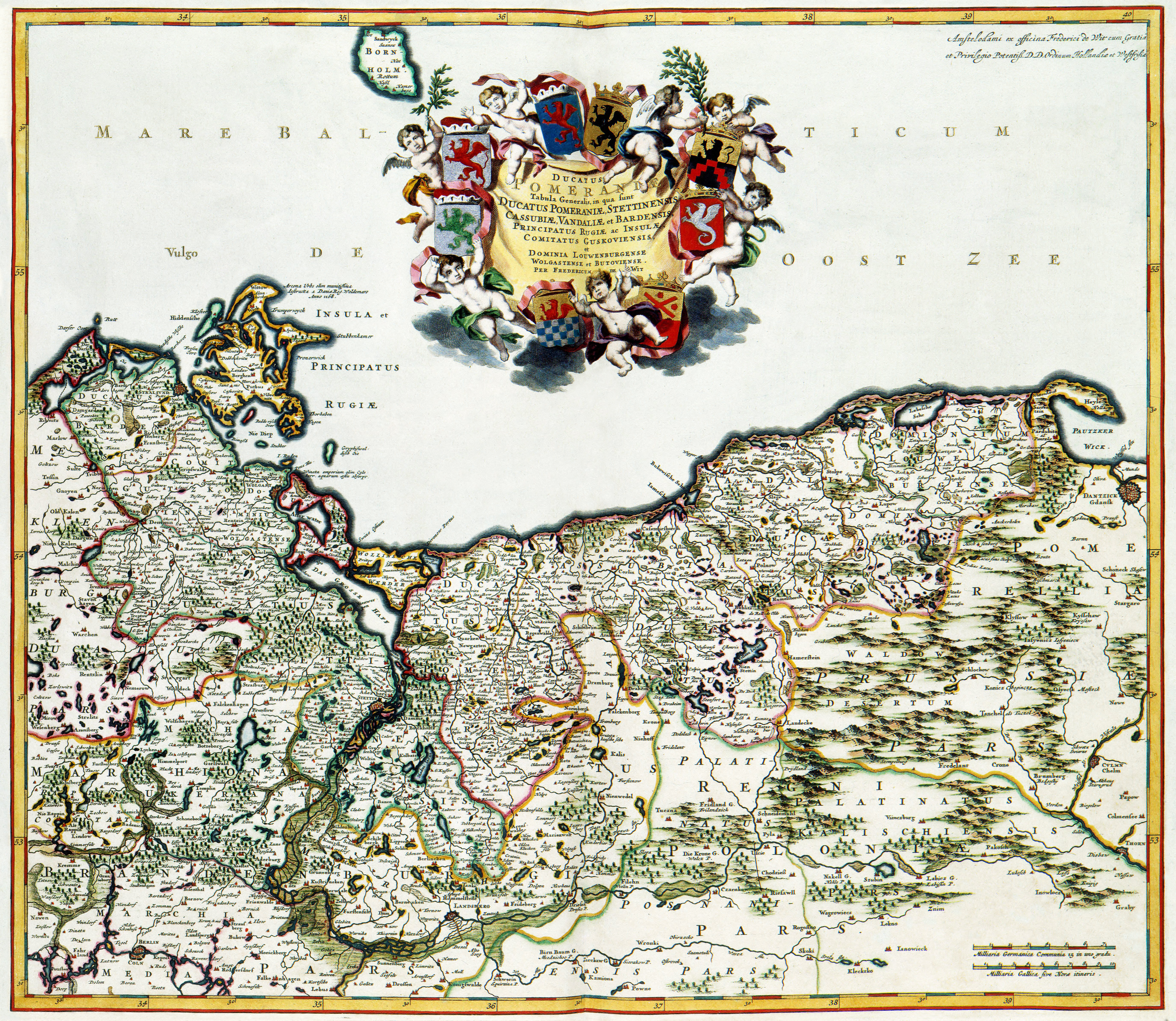

يغطي تاريخ بوميرانيا (منذ عام 1945- حتى الآن) تاريخ المنطقة خلال حقبة ما بعد الحرب العالمية الثانية، والحقبة الشيوعية، بالإضافة إلى تاريخها منذ بدء الحقبة الديمقراطية في عام 1989.
طُرد السكان الألمان الذين لم يفروا من المنطقة بعد تغيير الحدود بعد الحرب. استوطن البولنديون بشكل رئيسي المنطقة الواقعة شرق أودر والمعروفة باسم بوميرانيا القصوى (Farther Pomerania) ومنطقة شتشين (Szczecin). أُزيل جزء من الإرث الثقافي الألماني وأعيد بناء جزءًا آخرًا. بقيت معظم مناطق بوميرانيا الغربية في ألمانيا الشرقية ودُمجت لاحقًا في مكلنبورغ.
أصبحت بوميرانيا جزءًا من الكتلة الشرقية الشيوعية مع توطد الشيوعية في ألمانيا الشرقية وجمهورية بولندا الشعبية. أدت حركة «تضامن (اتحاد نقابة العمال البولندي)» في بولندا -التي بدأت في مدينة غدانسك وحركة فيدني (نقطة التحول) في ألمانيا الشرقية- إلى إخراج الشيوعيين من السلطة خلال ثمانينيات القرن الماضي، كما أدت إلى إرساء الديمقراطية في كل من الأجزاء البولندية والألمانية من بوميرانيا.
يعود أصل اسم بوميرانيا إلى كلمة «بو مور» السلافية، والتي تعني «الأرض المجاورة للبحر».

## ما بعد الحرب العالمية الثانية

### الاحتلال السوفيتي
بدأ الاحتلال السوفيتي لبوميرانيا بعد هجوم بوميرانيا الشرقية، بالتزامن مع حملات الجيش الأحمر والجيش البولندي الأول الشمالية في معركة برلين في مارس وأبريل من عام 1945.
تبع التنصيب الإداري السوفيتي بشكل أساسي الهياكل الإدارية الألمانية الموجودة مسبقًا، ولكن تبعت الحياة اليومية القرارات السوفيتية. بعيدًا عن الإدارة المدنية، هدفت الإدارة السوفيتية المحلية المُشكلة حديثًا إلى تأمين المناطق النائية ما وراء خط المواجهة مباشرةً. وهكذا، أُشير إلى الممتلكات الألمانية باسم «ما بعد الألمانية». نُقلت المواد القابلة للنقل إلى الاتحاد السوفيتي، وشمل ذلك بشكل عام الأثاث المنزلي، والآلات الموسيقية كالبيانو، والمنسوجات كالسجاد مثلًا. أُرسلت الماشية والآلات إلى روسيا في بعض الحالات أيضًا. كان تفكيك المباني الصناعية والتصنيعية وأحواض بناء السفن الخاصة بألمانيا أهم ما حدث آنذاك. نُقل كل ما فُكك أيضًا إلى الاتحاد السوفيتي.
أُخليت مناطق واسعة من بوميرانيا القصوى حيث فر السكان الألمان بسبب تقدم الجيش الأحمر. كان هذا هو الحال أيضًا مع المناطق المحيطة بنهر نوتيش ونهر أودر بشكل رئيسي. على سبيل المثال، لم يبق سوى بضع عشرات من المدنيين الألمان في بلدة أرنزفالدي (المعروفة اليوم باسم خوشتسنو) والتي بلغ عدد سكانها آنذاك 14 ألف نسمة. بقيت مجموعة غير متجانسة من السكان في بعض المناطق، وتكونت هذه المجموعات بشكل عام من بوميرانيين، ولاجئين تقطعت بهم السبل من مناطق أبعد شرقًا، ومهجرين من المراكز الصناعية. على سبيل المثال، بلغ عدد السكان الألمان في مقاطعات سووبسك وشلافي وكشالين وبيلغارد 330 ألف نسمة.
أُمر السكان من ذوي الإثنية الألمانية بالمشاركة في اقتناء ونقل غنائم الحرب السوفيتية، والعيش في الأحياء المخصصة لهم في المدن. وظفت السلطات السوفيتية بعضهم في الصناعة أو لتفكيك المنشآت الصناعية وفي الزراعة وفي تنظيف ما دُمر خلال الحرب، مقابل رواتب منخفضة.
يوجد العديد من الأمثلة على سوء معاملة السوفييت المحتلين للسكان الألمان، بما في ذلك: المطاردة، والاعتقال، والترحيل للعمل بالسخرة، والسطو المسلح، والتهجم على المنازل، وغالبًا الاغتصاب.

### تشكيل الإدارة الشيوعية البولندية في بوميرانيا القصوى
وصل أول المسؤولين الشيوعيين البولنديين إلى بوميرانيا القصوى في أبريل من عام 1945. أنشأت الحكومة المؤقتة لبولندا في 14 مارس مقاطعة بوميرانيا الإدارية البولندية، والتي تضمنت بوميرانيا القصوى ونويمارك الشمالية. استند هذا التقسيم إلى قرار صادر عن مجلس دفاع الاتحاد السوفيتي في فبراير حول وضع بعض الأراضي الشرقية السابقة لألمانيا تحت الإدارة البولندية، بالإضافة إلى أمر لاحق صادر عن المجلس العسكري للجبهة البيلاروسية الأولى في أوائل مارس جاء فيه إنشاء إدارة مدنية بولندية فقط في الأراضي المُسلّمة، كما طلب أيضًا من الجيش السوفيتي المساعدة في إنشاء الإدارة البولندية.
أصبح العقيد ليونارد بوركوفيتش المفوض البولندي لمنطقة بوميرانيا الجديدة منذ 11 أبريل. تبع أربعون ممثلًا عن المقاطعات المفوض بوركوفيتش. امتلك بوركوفيتش ومرؤوسيه معرفةً محدودةً جدًا بالمنطقة التي كانوا سيحكمونها، وأُرسلوا مع وثيقة رسمية تثبت توليهم لهذه المناصب، بالإضافة إلى مخططات للمقاطعات، و500 زلوتي بولندي، وكحول لاستخدامها بمثابة عملة (قيمة مادية) داخلية. تمثل هدفهم الرئيسي في تهيئة المنطقة للاستيطان البولندي.
لم تعتبر الإدارة العسكرية السوفيتية المسؤولين البولنديين أكثر من موظفين مساعدين، إذ كانت هذه الإدارة مسؤولةً عن معظم الصناعات والمخابز ومعظم الأراضي الزراعية ومصايد الأسماك. ركز المسؤولون البولنديون على إعادة الكهرباء والغاز والمياه وتخزين البقالة للمستوطنين البولنديين المتوقعين. نشأت الصراعات عندما حاول البولنديون رمي تكاليف الكهرباء أو الغاز أو الماء على عاتق السوفييت. فشل المسؤولون البولنديون في دفع السلطات السوفيتية لمنع جنود وضباط الجيش الأحمر من التهجم على المنازل. برز تذبذب واضح في الموقف السوفيتي العام تجاه الإداريين البولنديين إذ قدم بعض السوفييت المساعدة لهم في حين أهملهم الآخرون.

### ترحيل الألمان قبل اتفاقية بوتسدام
رحّل جيش بولندا الشعبي في ظل القيادة السوفيتية خلال أسبوعين من يونيو في عام 1945 نحو 110 آلاف شخص من أصل ألماني من المناطق المتاخمة للضفة الشرقية لنهر أودر، ومقاطعات ستارغارد، ولابس، بيريتز، أرنزفالدي (المعروفة باسم خوشتسنو حاليًا)، المتواجدة جميعها في بوميرانيا القصوى.
رُحّل العديد من المدنيين الألمان إلى معسكرات الأشغال مثل فوركوتا في الاتحاد السوفيتي، حيث لقي عدد كبير منهم حتفه أو أُبلغ عن فقدانه فيما بعد.

## الحقبة الديمقراطية

### الجزء البولندي من بوميرانيا (بوميرانيا البولندية)
أصبحت المدن الساحلية البولندية في بوميرانيا -ولا سيما غدانسك- مركز نشوء حركة «تضامن» المناهضة للشيوعية في عام 1980. أصبحت غدانسك المدينة الرئيسية لحركة تضامن (اتحاد نقابة العمال البولندي). تبين في عام 1989 وجود خطأ وحيد متعلق بالحدود البحرية في معاهدة الحدود مع جمهورية ألمانيا الديمقراطية الشيوعية، ولذلك وُقع لاحقًا على معاهدة جديدة.

### الجزء الألماني من بوميرانيا (بوميرانيا الألمانية)
أعيد تشكيل مكلنبورغ-فوربومرن وانضمت هذه المنطقة إلى جمهورية ألمانيا الاتحادية في أكتوبر من عام 1990 بعد إطاحة ثورة فيندي السلمية بنظام ألمانيا الديمقراطية في عام 1989، مع كون فوربومرن (بوميرانيا الغربية) منطقة مكونة للبوندسلاند (الولايات الألمانية) ولكن مع وضع خاص، بالإضافة إلى التأكيد على أنها ليست منطقة إدارية مستقلة. تعاني المنطقة منذ ذلك الحين من الاستنزاف السكاني، إذ يهاجر الشباب في الغالب إلى الغرب بسبب معدلات البطالة المرتفعة.

### منطقة بوميرانيا الأوروبية
أُنشئت منطقة بوميرانيا الأوروبية في عام 1995 باعتبارها إحدى المناطق الأوروبية، ويُعتقد أنها تربط المناطق المقسمة بين دول الاتحاد الأوروبي. أُخذ اسم منطقة بوميرانيا الأوروبية (EUROREGION POMERANIA) من منطقة بوميرانيا، مع اختلاف المنطقة الأوروبية عن المنطقة التاريخية. تتألف المنطقة الأوروبية من بوميرانيا الغربية الألمانية وأوكيرمارك، ومحافظة غرب بوميرانيا البولندية، وسكونا في السويد.